# Centro Universitário Estadual da Zona Oeste
Centro Universitário Estadual da Zona Oeste (UEZO) foi uma universidade pública do estado do Rio de Janeiro, concebida no ano de 2002 e inaugurada no ano de 2005 e, desde 2022, integrada à Universidade do Estado do Rio de Janeiro (UERJ). Desde então o campus UEZO passa ser denominado UERJ Zona Oeste e UERJ-ZO.
A instituição tinha sido criada com o objetivo de atender a demanda de estudantes da Zona Oeste do Rio de Janeiro, e de municípios como Itaguaí e Nova Iguaçu, além de ampliar o desenvolvimento tecnológico e econômico de tais regiões. Foi oficialmente inaugurada em 2005 e definitivamente emancipada a partir de 2009, em fundação de direito público vinculada à Secretaria Estadual de Ciência e Tecnologia do Rio de Janeiro. Possuía sua sede em Campo Grande, um dos mais populosos bairros da capital fluminense. 
Seu primeiro semestre foi letivo foi em 2006, quando 180 estudantes ingressaram na universidade através de seu primeiro vestibular. Com sua consolidação como a primeira instituição pública de ensino superior na Zona Oeste do Rio de Janeiro, a UEZO chegou a marca de 2700 estudantes ativos em seu último período em atividade . O campus, agora denominado UERJ-ZO, está situado em Campo Grande, localizado no prédio do Colégio Sarah Kubisheck, sendo suas futuras instalações na antiga sede do Centro Universitário Moacyr Sreder Bastos que, pelo Decreto 47801 de 22/03/2022, teve sua desapropriação e ocupação declarada, com o fim específico de sediar o campus da Uerj Zona Oeste. O novo campus abrigará a Faculdade de Ciências Biológicas e Saúde (FCBS) e a Faculdade de Ciências Exatas e Engenharias (FCEE), ambas sob responsabilidade da UERJ. O último período acadêmico da instituição foi finalizado no primeiro semestre de 2022.   

## História
A UEZO surgiu em 2005 com os cursos superiores tecnológicos de análise e desenvolvimento de sistemas, biotecnologia, gestão da construção naval, polímeros e processos metalúrgicos a fim de trazer desenvolvimento a região visando principalmente ao porto de Itaguaí. Em 2008, foram abertos mais quatro cursos que passaram a somar reforços para a região. Os cursos plenos criados foram de farmácia, engenharia de produção, ciências biológicas e ciência da computação.
Até janeiro de 2009 a UEZO era ligada a Faculdade de Tecnologia do Estado do Rio de Janeiro (FAETERJ), não gozando de autonomia administrativa e financeira, operando na prática como mais uma das unidades da rede FAETEC. A partir dessa emancipação seu vestibular passa a ser pelo mesmo departamento de seleção acadêmica da Universidade do Estado do Rio de Janeiro (UERJ), aprimorando o grau de formação média dos seus novos estudantes, e finalmente adotando o sistema de cotas na porcentagem de 30% das vagas.
Em 22 de março de 2022 a UEZO foi absorvida pela Universidade do Estado do Rio de Janeiro (UERJ), fazendo da antiga sede universitária de Campo Grande o novo campus UERJ Zona Oeste (ou UERJ-ZO).

## Cursos de Graduação
- Análise e Desenvolvimento de Sistemas
- Ciência da Computação
- Ciências Biológicas - Biotecnologia e Produção
- Ciências Biológicas - Gestão Ambiental
- Engenharia de Produção
- Engenharia de Materiais
- Engenharia Metalúrgica
- Farmácia
- Construção Naval

## Mestrados
- Ciência e Tecnologia de Materiais
- Ciência e Tecnologia Ambiental.
- Biomedicina Translacional